# Boston Society of Film Critics
Die Boston Society of Film Critics (BSFC) (deutsch Vereinigung der Bostoner Filmkritiker) ist eine Organisation von Filmkritikern aus Boston im US-amerikanischen Bundesstaat Massachusetts. Sie vergibt seit den 1980er Jahren jährlich einen Filmpreis, den Boston Society of Film Critics Award.
1980 wurde die BSFC gegründet, um die „besondere Bostoner Perspektive der Kritiker national und international hörbar zu machen“.
2009 schaffte es die Regisseurin Kathryn Bigelow, mit Tödliches Kommando – The Hurt Locker, fünf Filmpreise – bester Film, beste Regie, bester männlicher Hauptdarsteller, bester Schnitt und beste Kamera – zu erhalten, und stellte damit den erfolgreichsten Film in der Geschichte des Preises.

## Preise
- Boston Society of Film Critics Award für den besten Film
- Boston Society of Film Critics Award für den besten Hauptdarsteller
- Boston Society of Film Critics Award für die beste Hauptdarstellerin
- Boston Society of Film Critics Award für den besten Nebendarsteller
- Boston Society of Film Critics Award für die beste Nebendarstellerin
- Boston Society of Film Critics Award für die beste Regie
- Boston Society of Film Critics Award für das beste Drehbuch
- Boston Society of Film Critics Award für die beste Kamera
- Boston Society of Film Critics Award für den besten Dokumentarfilm
- Boston Society of Film Critics Award für den besten fremdsprachigen Film
- Boston Society of Film Critics Award für den besten animierten Film
- Boston Society of Film Critics Award für den besten Schnitt
- Boston Society of Film Critics Award für den besten neuen Filmemacher
- Boston Society of Film Critics Award für das beste Schauspielerensemble
- Boston Society of Film Critics Award für den besten Einsatz von Musik in einem Film
- Boston Society of Film Critics Award – Spezialpreise

Seit 2009 wird der Preis „Best Use of Music in a Film“ (deutsch bester Einsatz von Musik in einem Film) vergeben. Diesen gewannen bis jetzt Stephen Bruton und T-Bone Burnett für Crazy Heart (2009) und Trent Reznor und Atticus Ross für The Social Network (2010), 2012 wurde der Preis für den Film Moonrise Kingdom verliehen.
Der Preis für den besten neuen Filmemacher ist nach David Brudnoy benannt. Er gehörte zu den Gründern der BSFC und verstarb 2004.